# 철도연락선

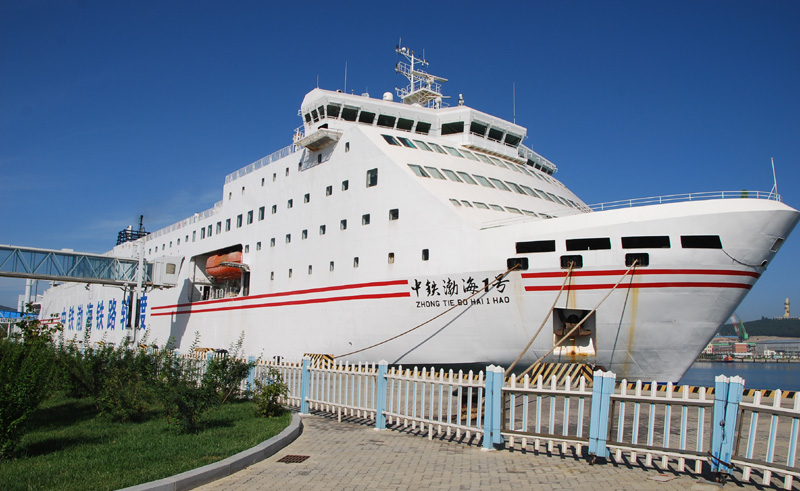
발해 1호의 전경.

철도연락선(鐵道連絡船)은 철도 수송에서 호수 등 수면에 의해 단절되어 철도 궤도를 설치하는 것이 곤란한 경우 양쪽에 연락하기 위해 그 수면에 설치된 항로에 취항하는 선박이다. 해당 항로 자체를 가리키기도 한다. 철도 연락선은 한국에서는 운용 이력이 거의 없고, 일본에서는 세이칸 터널이 생기기 전에는 홋카이도와 아오모리현을 이어주는 연락선 안에 철도를 싣고 운항하게 되는 경우가 흔한 일로 보이게 된다. 다만, 철도를 배에 실어나르는 이유는 해당 항구를 통해 철길을 통해 다시 최종 목적지까지 운항하는 경우가 보통이기도 하다. 철도 연락선 관련 사건 및 사고로는 1954년에 있었던 도야마루호 침몰 사고가 대표적인 철도연락선 사고로 손을 꼽힌다.

## 같이 보기
- RORO선